# Вискоза
Вискозата е полуизкуствено влакно, направено от естествени източници или регенерирана целулоза (например дърво) и съответно има същата молекулна структура като целулозата.
Съществуват много видове вискозни влакна и покрития. Някои имитират текстурата на естествени влакна като коприна, вълна, памук и лен. Могат да се тъкат или плетат в текстилни изделия за направата на дрехи или други цели.
Вискозата е едно от първите изкуствени влакна, намерило приложение в практиката. Методът на извличането ѝ е разработен в края на XIX век и се използва и до днес с малки модификации. Процесът на произвеждане на вискоза от целулоза включва т.нар. солюбилизация, която позволява влакната да се оформят подходящо.
Недостатъците на вискозното влакно включват лесно намачкване и значителна загуба на здравина при намокряне. Тези недостатъци могат да бъдат отстранени в различна степен чрез последващи модификации и обработки.